# تشيستر ر. بندر
تشيستر ر. بندر (بالإنجليزية: Chester R. Bender)‏ هو ضابط أمريكي، ولد في 14 مارس 1914 في بورنسفيل في الولايات المتحدة، وتوفي في 20 يوليو 1996 في موراغا في الولايات المتحدة.

## وصلات خارجية
- الموقع الرسمي